# マーヴィン (時計)
マーヴィン（MARVIN）は、1850年にサンティミエで設立されたスイスの時計メーカーである。王冠のロゴマークが特徴である。創業者はマルクとエマニュエルのディディシェイム兄弟で、ディディシェイム家は時計師一族として知られる。ディディシェイム家が長く経営してきたが、1970年にクォーツショックの影響からMSRグループ（Manufactures d'horlogerie Suisses Re'nuies）の傘下に入るが2002年に独立。かつては日本にも展開していたが撤退したため、2024年現在入手は困難である。
自動巻き式腕時計をお手頃な価格で販売していることで評価が高い。同メーカーの腕時計はアルゼンチンの政治家、革命家のチェ・ゲバラが愛用していたことで知られる。多くの製品では8時位置が赤くなっているが、詳細は不明である。